# Пуэрто-риканская украшенная черепаха
Пуэрто-риканская украшенная черепаха (лат. Trachemys stejnegeri stejnegeri) — подвид североамериканских водных черепах. Имеет 3 подвида. Получила видовое латинское название в честь норвежско-американского зоолога Леонарда Штейнегера.
Общая длина карапакса достигает 24—27,3 см. Наблюдается половой диморфизм: самки крупнее самцов. Голова небольшая. Карапакс широкий, плоский, с небольшим килем посередине. Пластрон довольно плоский.
На серо-оливковой голове, шее и лапах имеются белые продольные полосы. Карапакс чёрно-коричневого цвета с узкой жёлтой каймой по краю. Пластрон полностью жёлтый, или с тёмным рисунком. На краевых щитках могут быть бледно-оливковые окружности.
Подвиды различаются карапаксом и окраской. У Trachemys stejnegeri stejnegeri — карапакс удлинённый, умеренно куполообразный. Кожа коричневая или коричнево-оливковая, частично пятнистая. Узор на пластроне занимает большую часть поверхности щитков. У Trachemys stejnegeri vicina кожа серовато-оливковая. Узор на пластроне располагается только вдоль швов. Иногда есть «глазки» на щитках. У Trachemys stejnegeri malonei карапакс овальный, эллипсообразной, высокий и куполообразный. Кожа серая или оливковая. Пластрон чисто жёлтый или с тёмным узором вдоль швов, иногда присутствуют тёмные пятна на горловых щитках.
Любит пресные и солоноватые водоёмы, иногда находится во временных дождевых лужах. Питается рыбой, моллюсками, ракообразными, насекомыми.
При ухаживании самец плывет перед самкой и щекочет её подбородок длинными когтями. Успех спаривания зависит от количества осадков в данном году. Спариваются в период с апреля по июль. Гнездо — замаскированная округлая ямка глубиной в центре 63—77 мм и около 10 см в диаметре. Самка откладывает 10—14 белых удлинённых яиц с мягкой скорлупой размером 38—48 x 22—31 мм. Инкубационный период длится 57—79 дней. Черепашата появляются в августе и сразу же движутся к воде. Они имеют длину 31—35 мм и ярче окрашены, чем взрослые особи. За сезон бывает до 3 кладок.
Живёт на островах Большой Инагуа (Багамские острова), о. Нью-Провиденс, Гаити, Пуэрто-Рико.

## Подвиды
- Trachemys stejnegeri stejnegeri
- Trachemys stejnegeri malonei
- Trachemys stejnegeri vicina